# Trilleen Pomare
Pour les articles homonymes, voir Pomare.

a Compétitions nationales et continentales officielles uniquement.

b Matchs officiels uniquement.
Dernière mise à jour le 26 octobre 2024.
Trilleen Pomare, née le 5 avril 1993 à Auckland (Nouvelle-Zélande), est une joueuse internationale australienne de rugby à XV évoluant aux postes de demi d'ouverture et de centre. Licenciée au Wanneroo DRU, elle joue avec la Western Force.

## Biographie
Trilleen Pomare naît le 5 avril 1993 à Auckland en Nouvelle-Zélande.
En 2017, elle est sélectionnée avec l'équipe d'Australie pour la Coupe du monde, où elle fait ses débuts internationaux contre l'Irlande.
En 2022, elle joue pour la Western Force de Perth. Elle compte 19 sélections en équipe d'Australie quand elle est retenue en septembre 2022 pour disputer la Coupe du monde en Nouvelle-Zélande.

## Palmarès
- Vainqueur du WXV 2 en 2024.